# Copa dos Campeões Europeus da FIBA de 1986–87
A Copa dos Campeões Europeus da FIBA de 1986-87 foi a 30ª edição da principal competição europeia de clubes profissionais da Europa conhecida hoje como EuroLiga. A final foi sediada no Centre Intercommunal de Glace de Malley em Lausana na Suíça em 2 de abril de 1987. Na ocasião o Tracer Milano conquistou seu segundo título europeu vencendo a equipe do Maccabi Tel Aviv por 71–69. 

## Fase preliminar
| Equipe 1          | Total   | Equipe 2 | 1.º jogo | 2.º jogo |
| ----------------- | ------- | -------- | -------- | -------- |
| Manchester United | 170-154 | Benfica  | 91–67    | 79–87    |
| Torpan Pojat      | 166-157 | Honvéd   | 96–80    | 70–77    |

## Primeira fase
| Equipe 1            | Total   | Equipe 2               | 1.º jogo | 2.º jogo |
| ------------------- | ------- | ---------------------- | -------- | -------- |
| Alvik               | 193-206 | Zbrojovka Brno         | 95–110   | 98–96    |
| Manchester United   | 143-173 | Real Madrid            | 78–86    | 65–87    |
| Torpan Pojat        | 206-180 | Klosterneuburg         | 119–80   | 87–100   |
| Pully               | 203-226 | Maccabi Elite Tel Aviv | 91–102   | 112–124  |
| Bayer 04 Leverkusen | 156-146 | Nashua EBBC            | 70–70    | 86–76    |
| Partizani Tirana    | 145-158 | Orthez                 | 63–73    | 82–85    |
| Aris                | 240-154 | Sunair Oostende        | 115–77   | 125–77   |
| Murray Edinburgh    | 166-184 | Tracer Milano          | 83–83    | 83–101   |
| Zagłębie            | 171-172 | Galatasaray            | 83–95    | 88–77    |
| Steaua București    | 169-215 | Žalgiris Kaunas        | 90–107   | 79–108   |
| Achilleas           | 124-230 | Levski-Spartak         | 69–129   | 55–101   |
| Sparta Bertrange    | 139-229 | Zadar                  | 68–116   | 71–113   |

## Segunda fase
| Equipe 1            | Total   | Equipe 2               | 1.º jogo | 2.º jogo |
| ------------------- | ------- | ---------------------- | -------- | -------- |
| Zbrojovka Brno      | 161–214 | Real Madrid            | 70–82    | 91–132   |
| Torpan Pojat        | 175–207 | Maccabi Elite Tel Aviv | 89–95    | 86–112   |
| Bayer 04 Leverkusen | 142–165 | Orthez                 | 76–84    | 66–81    |
| Aris                | 147–150 | Tracer Milano          | 98–67    | 49–83    |
| Galatasaray         | 142–182 | Žalgiris Kaunas        | 70-87    | 72–95    |
| Levski-Spartak      | 177–191 | Zadar                  | 88–90    | 89–102   |

## Grupo semifinal
|  | As duas melhores equipes avançam para a Final. |

|    | Equipe                 | J  | Pts | V | D | PF  | PA  |
| -- | ---------------------- | -- | --- | - | - | --- | --- |
| 1. | Tracer Milano          | 10 | 17  | 7 | 3 | 870 | 814 |
| 2. | Maccabi Elite Tel Aviv | 10 | 17  | 7 | 3 | 861 | 820 |
| 3. | Orthez                 | 10 | 16  | 6 | 4 | 809 | 822 |
| 4. | Zadar                  | 10 | 14  | 4 | 6 | 819 | 831 |
| 5. | Žalgiris Kaunas        | 10 | 13  | 3 | 7 | 821 | 862 |
| 6. | Real Madrid            | 10 | 13  | 3 | 7 | 862 | 893 |

## Final
Realizada em 2 de abril no Centre Intercommunal de Glace de Malley em Lausana.
| Equipe 1      | Resultado | Equipe 2               |
| ------------- | --------- | ---------------------- |
| Tracer Milano | 71–69     | Maccabi Elite Tel Aviv |

| Copa dos campeões europeus de 1986–87 Campeão |
| --------------------------------------------- |
| Tracer Milano 2º Título                       |